# Roland di Gilead
Roland di Gilead (alter ego di Roland Deschain) è un personaggio immaginario creato da Stephen King protagonista della saga La Torre Nera.

## Personaggio
Il personaggio esordì nel primo libro della serie, L'ultimo cavaliere. Roland è il figlio di Steven e Gabrielle Deschain, discendente da una lunga stirpe di pistoleri. La sua immagine e la sua personalità sono largamente ispirate all'uomo senza nome, protagonista di molti western di Sergio Leone.
Nell'opera di King il termine pistolero deriva principalmente dal fatto che, differentemente dal nostro mondo, in quello di Roland le armi da fuoco sono praticamente sconosciute ai più. Le uniche di cui si abbia notizia sono, appunto, quelle possedute da una casta, nota come pistoleri, che le tramandano di padre in figlio.
Questi oggetti, risalenti a secoli addietro, sono preziosi e desiderati, ma concessi a pochissimi valorosi. I pistoleri sono, da un certo punto di vista, tutori dell'ordine nelle comunità umane. D'altro canto essi assurgono al ruolo di veri e propri chierici, agenti di una divinità positiva comunemente nota come Il Bianco.
Roland diventò un pistolero a 14 anni, dopo essere stato spinto a sostenere la prova da Marten Broadcloak, consigliere di suo padre e incarnazione di Randall Flagg. Marten ai tempi aveva una relazione con la madre di Roland e fece in modo che il ragazzo lo venisse a scoprire, provocando poi il giovane stesso a superare la prova, guadagnando così il diritto a portare le pistole, ed attuare la sua vendetta su di lui qualora ne avesse avuto il coraggio. Durante tale prova a Roland era richiesto di battere il suo maestro, Cort, utilizzando un'arma di sua scelta. Roland scelse un animale, un falco di nome David, e sconfisse Cort in un duro scontro. Nonostante ciò, Cort e Steven convinsero Roland a rimandare ed aspettare un altro momento per vendicarsi di Marten.
Nella storia, non molto dopo aver sconfitto il suo mentore, Roland viene inviato dal padre in missione nella città di Hambry, nella lontana Baronia di Mejis, insieme a due ragazzi che divennero membri del suo primo ka-tet, Alain Johns e Cuthbert Allgood. Durante la permanenza nella baronia, il giovane pistolero venne in possesso di una sfera di cristallo rosa, appartenenti ai 13 artefatti magici noti come Iride del Mago. È proprio guardando dentro tale artefatto che Roland diviene consapevole per la prima volta della sua ricerca della Torre Nera.
Roland è il discendente di 30ª generazione di Arthur Eld, una versione del suo mondo di Re Artù. Nel libro La sfera del buio, durante un flashback, viene infatti descritto come Steven Deschain fosse un discendente di 29ª generazione di Eld, attraverso una linea indiretta (riferendosi quindi ad una delle numerose amanti e concubine di Eld). Le sue pistole furono inoltre costruite dello stesso metallo ricavato dalla spada spezzata di Arthur; il possesso di un segno della propria discendenza da Eld è fra l'altro un requisito necessario per accedere alla Torre Nera, aprendone la porta alla base.
Roland segue, come ogni pistolero, il ka, l'irresistibile forza senziente che regola tutti i mondi (una sorta di variante del fato simile alla potenza del Karma). Durante i sette libri che compongono la serie, Roland risulta, al tempo della narrazione, posseduto (o, come lo definisce Eddie Dean, un ex eroinomane e membro del ka-tet di Roland, "drogato") dalla voglia di raggiungere la Torre Nera, l'asse su cui ruotano infiniti mondi paralleli. La Torre Nera è attaccata dal Re Rosso, una figura satanica che la vuole abbattere distruggendo i Vettori che la sorreggono. Il più antico nemico di Roland, il misterioso "uomo in nero", altri non è che proprio Randall Flagg, un personaggio che fra l'altro è presente in molti dei lavori di King.
Alla fine del settimo romanzo, viene rivelato che è intrappolato in una reincarnazione ripetitiva, la sua "dannazione" per i suoi crimini e omicidi (simile al racconto di King Quella sensazione che puoi dire soltanto in francese, in cui esprime la sua idea dell'inferno con la ripetizione). Tuttavia, si suggerisce anche che questa eterna ripetizione non sia del tutto eterna; dopo la sua rinascita alla fine del romanzo, viene rivelato che in questa particolare reiterazione del suo viaggio, egli possiede il Corno di Eld che nei suoi precedenti pellegrinaggi aveva perso nella resistenza finale a Jericho Hill.

## Ambientazione
Saltando da un livello all'altro della Torre, ciascuno corrispondente ad un diverso mondo ed un diverso tempo, Roland insegue il suo sogno con singolari capacità. Il mondo di riferimento del pistolero è rappresentato come una variante della nostra realtà (quasi un'ucronia), in cui la tecnologia si è fermata da secoli (ma rimangono tracce di una civiltà avanzatissima dal punto di vista tecnico) ed è ora possibile imbattersi in vere e proprie forme di magia. Il tutto è avvolto in un'aura di disfacimento: ad esempio la grande città di Lud, la New York dei nostri tempi, è una enorme metropoli dove la razza umana è stata quasi completamente distrutta, le mutazioni genetiche sono sempre più inquietanti e macchine senza più controllo portano morte e distruzione.

## Caratteristiche

### Aspetto
King rappresenta fisicamente Roland utilizzando i tratti di due persone reali: Clint Eastwood nei film western di Sergio Leone e Stephen King stesso. C'è un momento nel terzo libro della serie in cui l'apprendista di Roland, Jake, vede Clint Eastwood su un poster e nota quanto sia somigliante a Roland. Più tardi, Roland stesso vede Stephen King da giovane e si riconosce. Eddie Dean vedendo un giovane Stephen King da giovane afferma che Roland potrebbe essere il padre di King.
Fisicamente, Roland è descritto come alto e allampanato; a 14 anni era più alto della sedicenne Susan e, da adulto, la sua altezza supera quella di suo padre. Alcuni dei suoi capelli sono grigi o bianchi, ma alcuni rimangono neri. I suoi lineamenti del viso sono descritti come ruvidi (anche se Susannah una volta li ha paragonati a quelli di un poeta stanco). Ambidestro solo quando si tratta di sparare con le sue pistole, per il resto delle attività è destrorso e per questo è pesantemente menomato quando nelle prime pagine del secondo libro perde indice e medio della mano destra per colpa delle Aramostre. Dotato di un paio di freddi occhi azzurri in grado di spaventare gli avversari spesso indicati dai personaggi e da Stephen King come "gli occhi del bombardiere".
È un uomo forte e disciplinato, capace di sopportare infortuni e malattie che avrebbero ucciso o reso inabile un altro uomo (derivata in parte dalla sua incrollabile volontà di raggiungere la Torre Nera).
Le pistole di Roland sono descritte come eccezionalmente grandi e pesanti, di un metallo azzurrognolo e con impugnature di pregiato legno di sandalo. Durante una sua sortita nella New York americana, nel libro La chiamata dei tre, le pistole si rivelano essere adatte alle munizioni della Colt .45. Roland è un tiratore eccezionale, che molto raramente manca il bersaglio quando utilizza le sue devastanti armi da fuoco. Eddie quando impugna per la prima volta una delle due pistole percepisce l'arma come fosse quasi un talismano magico sentendosi invincibile e infallibile fino a che l'avesse usata.
In L'ultimo cavaliere Roland esibisce una tecnica per ricaricare le sue armi a velocità accecante, anche se provoca ustioni alla punta delle dita se ripetutamente in breve tempo. Perde questa capacità all'inizio de La chiamata dei tre quando le prime due dita della mano destra vengono asportate. Anche dopo essere stato paralizzato, possiede una precisione quasi sovrumana e può estrarre le sue pistole più velocemente di qualsiasi altro personaggio. Roland è in grado di sparare altrettanto bene con entrambe le mani.

### Carattere
Roland viene spesso definito come dotato di un incredibile senso pratico e semplicità mescolato ad una vena di romanticismo. In Terre desolate, Susannah paragona Roland prima allo sceriffo Matt Dillon di Gunsmoke, ma in seguito arriva a credere che sia più simile a John F. Kennedy. Anche se riconosce che a Roland manca l'immaginazione del presidente, entrambi gli uomini hanno livelli simili di carisma, astuzia e romanticismo. King nota spesso il forte senso del romanticismo di Roland nelle sue narrazioni, ma descrive questo aspetto del personaggio del pistolero come di solito nascosto dal suo più dominante senso di pragmatismo.
Emotivamente, Roland a volte appare distaccato o antipatico, spesso reagendo con apparente indifferenza all'autocommiserazione altrui o rabbia a segni di codardia. Nonostante ciò possiede un forte senso d'eroismo, tentando spesso di aiutare chi è nel bisogno. Viene mostrato che è emotivamente segnato dalla morte di tutti i suoi amici e familiari, spesso pensando alle loro parole e azioni.
Tuttavia in più di una occasione viene sottolineato come manchi di immaginazione. Descrive questo tratto come "non molto bravo a pensare dietro gli angoli". È tuttavia molto intelligente e perspicace, e questo è esemplificato dal suo interesse per gli enigmi; sebbene gli piaccia ascoltarli, di solito complica troppo la soluzione. Cuthbert, il migliore amico d'infanzia di Roland, una volta disse che gli ingranaggi nella testa di Roland girano lentamente, ma macinano molto bene.
Roland è impaziente, soprattutto quando è sotto stress. Allo stesso modo, preferisce non pianificare troppo le sue azioni, confidando nel suo istinto e nella sua abilità nell'improvvisare in base alla situazione. Gli viene anche mostrato di non avere un grande senso dell'umorismo; nonostante il suo amore per gli enigmi, scherza raramente ed è visibilmente irritato nei momenti in cui Eddie (e in passato Cuthbert) scherzava.
Roland è anche un abile leader, diplomatico e insegnante.
C'è un momento durante il secondo libro in cui Roland si lega psichicamente a un assassino di nome Jack Mort; sembra che la combinazione dei due personaggi assomigli ai manierismi di Arnold Schwarzenegger in Terminator.
Nell'ultimo romanzo, è implicito che la natura per lo più fredda e spietata del pistolero viene alleviata leggermente ogni volta che raggiunge la Torre Nera e ricomincia il suo viaggio: mentre i suoi ricordi vengono cancellati, la sua personalità cambia al riflesso delle esperienze di ogni ricerca. Ciò è simboleggiato dalla sua riacquisizione del Corno di Eld dopo la versione trattata nella serie della Torre Nera, il che implica che ha appreso alcuni dei veri valori della famiglia e dell'amore (e della pazienza); ha chiaramente preso il corno dal corpo di Cuthbert Allgood come desiderava piuttosto che lasciarlo lì come aveva fatto prima.

### Relazioni

#### Ka-tet
Roland ha anche dimostrato di avere molto a cuore il suo ka-tet, e spesso si mette a rischio per salvarli o aiutarli. Quando si trova di fronte alla scelta tra salvarne uno o avvicinarsi di un passo alla leggendaria Torre Nera, Roland spesso, ma non sempre, si sente incline a scegliere la Torre; tuttavia, molti membri dei suoi ka-tet, vecchi e nuovi, fanno la scelta per lui, suggerendo l'enormità della sua ricerca.
I suoi rapporti con il suo ka-tet cambiano notevolmente nel corso della storia. Quando per la prima volta lo "attira" nel suo mondo a Roland non piace Eddie per la sua tossicodipendenza. Dopo che Eddie ha sconfitto la sua dipendenza, tuttavia, inizia a prendersi cura di lui sempre di più e alla fine, Roland lo considera come qualcosa tra un figlio e un fratello. Da parte sua Eddie dimostra di aver capito fin da subito le priorità di Roland affermando: «Tu saresti capace di usarmi per poi buttarmi via come un sacchetto di carta, se dovesse essere necessario. Dio ti ha fregato, amico mio. Tu sei abbastanza onesto da soffrirne, se dovessi farlo, e contemporaneamente abbastanza spietato da farlo lo stesso. Non potresti tirarti indietro. Se io fossi qui, abbandonato su questa spiaggia a invocare disperatamente aiuto, tu mi cammineresti sopra se mi trovassi fra te e la tua maledetta Torre.», definendolo poi un "Torredipendente"
Il suo rapporto con Susannah segue lo stesso schema: sebbene inizialmente sia diffidente nei confronti della sua seconda personalità, Detta, dopo che le sue personalità si sono "fuse" in Susannah, la conosce meglio e cresce a prendersi cura di lei profondamente. In lei, come in precedenza in Eddie, Roland intuisce subito lo spirito di un pistolero affermando inoltre che le istintive capacità di lotta, caccia e sopravvivenza di Detta torneranno utili nella ricerca della Torre.
La sua relazione con Jake è forse la più profonda, inizialmente vede il ragazzo come un compagno affidabile e forte, ma alla fine lo considera il suo vero figlio. Roland, già segnato dalla morte di tutti i suoi amici d'infanzia - che sono morti tutti aiutandolo ad avvicinarsi alla Torre - si mostra emotivamente devastato dalla morte di Eddie e soprattutto di Jake, piangendo apertamente. Ne La chiamata dei tre, Roland avverte un profondo senso di colpa per aver lasciato morire nel libro precedente Jake tanto da intervenire prontamente per salvarlo da Jack Mort non appena se ne presenta l'occasione pur di non vederlo morire di nuovo.
Roland grida tutti i loro nomi - sia del primo che del secondo ka-tet - quando raggiunge la porta della Torre Nera, insieme ad altri personaggi a cui teneva in un modo o nell'altro: Susan Delgado, il primo (ed unico vero) amore di Roland, ucciso mentre si trovava a Mejis; Padre Callahan, membro del secondo ka-tet di Roland, anche se per un tempo molto più breve; Hax il cuoco; i suoi insegnanti Cort e Vannay; i nomi dei suoi genitori; il nome del suo falco David, usato per guadagnarsi i suoi revolver; e il nome di zia Talitha di Crocefiume, di cui pone la croce alla base della torre. Grida anche i nomi di Ted Brautigan e Dinky Earnshaw; il nome di Sheemie Ruiz, una delle amiche sopravvissute più a lungo di Roland; e quella di Oy, il bimbolo membro del ka-tet che morì salvando la vita di Roland da Mordred Deschain.

#### Nemici
Il principale nemico di Roland è Randall Flagg che appare in molte diverse incarnazioni durante la serie. È un servitore dello stesso Re Rosso, anche se alla fine spera di rovesciarlo. Si potrebbe dire che il conflitto fra Roland e Randall sia qualcosa che trascenda la questione della Torre e della sua distruzione. La serie inizia con il famoso incipit: «L'uomo in nero fuggì nel deserto e il pistolero lo seguì» le stesse parole che concludono anche l'ultimo romanzo. La lotta con il Re Rosso pur essendo il conflitto di fondo ed il motivo della ricerca della Torre Nera da parte del pistolero risulta spesso decisamente in secondo piano rispetto al "duello" tra l'uomo in nero e l'ultimo cavaliere.